# Церина (Хорватія)
45°46′ пн. ш. 16°34′ сх. д. / 45.77° пн. ш. 16.57° сх. д.
Церина (хорв. Cerina) — населений пункт у Хорватії, в Б'єловарсько-Білогорській жупанії у складі міста Чазма.

## Населення
Населення за даними перепису 2011 року становило 96 осіб.
Динаміка чисельності населення поселення: